# Abbazia di Montmartre
L'abbazia reale di Notre-Dame de Montmartre era un'abbazia di monache benedettine fondata dal re Luigi VI nel 1133-1134 al posto di un priorato cluniacense sotto Saint-Martin-des-Champs rue des Moines a Parigi.

## Storia
Nel VII secolo esisteva sul sito un borgo intorno a una cappella. Nell'835 dovettero essere sostituite le travi della cappella che erano state attaccate dalle termiti. Nel 1096, i monaci del priorato di Saint-Martin-des-Champs ricevettero la cappella e il suo cimitero, la piccola cappella del Martirio che si trovava a metà della collina di Montmartre.
Adelaide di Savoia chiese al marito Luigi VI di fondare un convento femminile. Quest'ultimo realizzò uno scambio con i monaci del priorato di Saint-Marin-des-Champs, che cedettero la loro proprietà a Montmartre in cambio della chiesa di Saint-Denis-de-la-Chartre, nel 1133 portando da Reims i benedettini dell'abbazia di Saint-Pierre-les-Dames, che era appena stata fondata. Adelaide di Savoia vi si ritirò dopo la morte di Luigi VI, dove morì il 18 novembre 1154 e fu sepolta davanti all'altare maggiore della chiesa di Saint-Pierre.

L'atto di fondazione inizia con: 
(Luigi VI di Francia)
Situata a Montmartre, fu dotata, alla sua creazione, di terreni agricoli siti nei dintorni, di un borgo, di resti paleocristiani, della chiesa di Saint-Pierre de Montmartre, di un'antica necropoli a mezza collina e di una piccola cappella dedicata al martirio di San-Denis, la Sanctum Martyrium. I suoi edifici formavano, con i giardini e i vigneti, un insieme di 13 ettari.
Costituita da una badessa, Signora del luogo, e da circa 55 monache, comprese le suore laiche, godeva di 30 000 lire di rendite, e questa signoria amministrava una "giustizia signorale" alta, media e bassa.
La cappella del Martirio fu ricostruita nel 1134. Era costituita da una cripta sotto la quale si trovava una volta a cui si accedeva da una scala di 60 gradini ma che era stata resa inaccessibile a seguito di un crollo. Papa Innocenzo II, su richiesta del re e di sua moglie Adelaide, confermò la regola e i possedimenti di questo monastero nell'ottobre 1136.
Di fronte all'attrazione delle giovani donne nel voler entrare in questo monastero, il re Luigi VII il Giovane fu costretto, nel 1175, a limitare il numero delle suore della comunità a 60
Il 15 agosto 1534, in questa cappella Ignazio di Loyola, allora professore di filosofia al collegio di Beauvais, Pietro Favre, sacerdote savoiardo, il navarrese Francesco Saverio, gli spagnoli Alfonso Salmerón, Diego Laínez, Nicolás Bobadilla e il portoghese Simão Rodrigues, prima della comunione, fecero un:
(Fondazione della Compagnia di Gesù)
Chiamarono questo ordine Compagnia di Gesù nel 1537, approvato con bolla di Paolo III, nel 1540.
L'abbazia fu gravemente danneggiata da un incendio nel 1559.
Durante l'assedio di Parigi, nel 1590, il cedimento morale dell'abbazia fu tale che fu soprannominata dai parigini, la
(Detto popolare.)
.

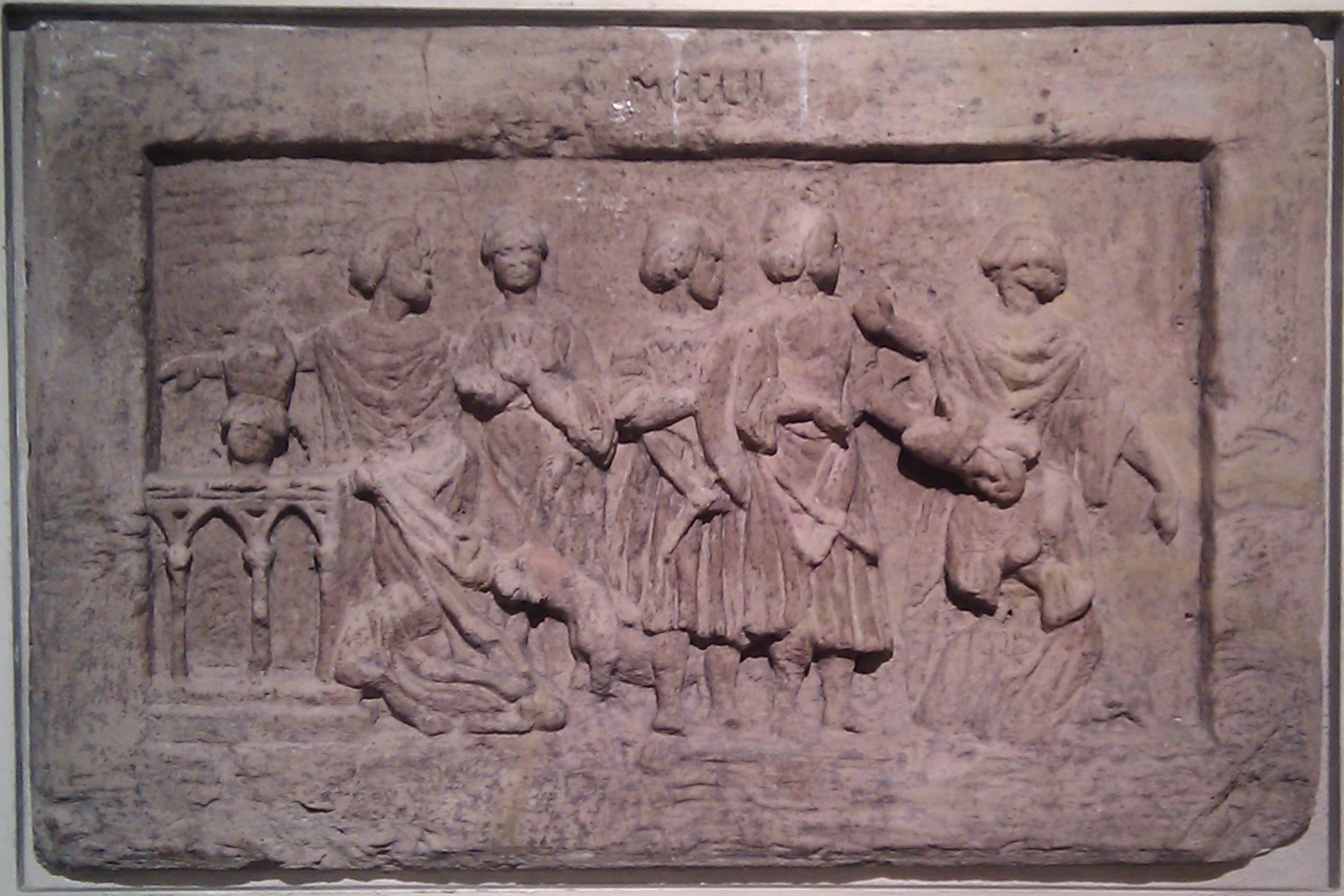
Il Martirio di Saint Denis (1252), Parigi, cripta del Martirio di Saint Denis. Bassorilievo probabilmente proveniente dall'antica abbazia di Montmartre.

Nel 1611 vi fu scoperta una cripta sotterranea, la cripta del martirio di Saint Denis, con alcune iscrizioni. Si stimò che fosse il luogo del martirio di Saint Denis.
Ne Le Cœur admirable de la très sacrée mère de Dieu pubblicato nel 1681, Giovanni Eudes indicava che l'abbazia era consacrata a Maria e
(Giovanni Eudes)
,
e che la badessa, Françoise-Renée de Lorraine, avesse fatto istituire la
(Giovanni Eudes)
 celebrata ogni 8 febbraio.
L'abbazia fu soppressa nel 1790, venduta nel 1794 e demolita, tranne la chiesa, di cui rimane l'unica vestigia. I cavatori scavarono il terreno per estrarre il gesso.
A Parigi, la Place des Abbesses e l'omonima stazione della metropolitana sono state nominate in memoria delle 46 badesse che guidarono l'abbazia, così come le strade che portavano all'antica abbazia, come rue Catherine-de-La-Rochefoucauld, o vicino all'abbazia, come boulevard Marguerite-de-Rochechouart e rue Marie-Éléonore-de-Bellefond.

## Descrizione degli edifici

### Prigione
La prigione dell'abbazia si trovava in rue de la Heaumerie e nel cul-de-sac chiamato For-aux-Dames. Le suore avevano lì il loro auditorio e la loro prigione, il che era legale.

### La campana della Cappella dei Martiri: un ricordo del passato religioso

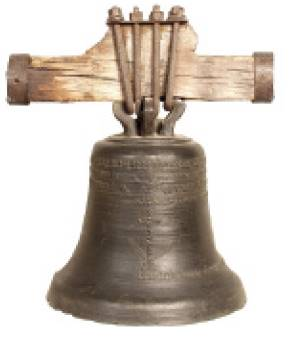
Campana dell'Abbazia Reale delle Dame di Montmartre (1623), bronzo, 63 cm, Parigi, chiesa di Saint-Pierre de Montmartre.

L'antica storia di Montmartre risale alle origini di Parigi. Alcune opere appartenenti alla Société du Vieux Montmartre testimoniano questo passato. Nel 2007 questa società ha acquistato la campana che sormontava la cappella dell'abbazia, la Sanctum Martyrium. La campana, che risale al 1623, fu commissionata dalla badessa Marie de Beauvilliers per la Cappella dei Martiri (non più presente) e scandì gli eventi importanti della vita di Montmartre. La campana è diventata oggi una silenziosa testimonianza del quotidiano passato religioso della Butte. Nell'ambito di una collaborazione con la parrocchia di Saint-Pierre, è stata collocata nel coro della chiesa di Saint-Pierre a Montmartre.

## Immobili e rendite

### Priorati
- Parigi
  - Priorato di Notre-Dame de Grâce à la Ville l'Évêque, fondato nel 1613 da Catherine de Nevers (1568-1629) duchessa di Longueville, vedova di Henri d'Orléans-Longueville (1568-1595), duca di Longueville[12]
  - Priorato di Saint-Pierre di Montmartre

### Terre e signorie
- Parigi:
  - Roccaforte del Fort aux-Dames nell'omonimo cul-de-sac, rue de la Heaumerie, quattro case con la prigione di giustizia bassa, media e alta. Nel 1429, le monache benedettine dell'abbazia di Montmartre, presero in affitto una casa da Philippe Damien, un mercante borghese, per 6 libbre di rendita perpetua e 3 denari di censo, pagabili uno a Saint Remy, l'altro a Saint Denis, entrambi al pubblico di Forr-aux-Dames[13].

Il 24 gennaio 1674, 
(Madame Françoise-Renée de Lorraine)
- rue Saint-Martin, su una casa;
- rue des Petits-Champs Saint-Martin, su una grande casa;
- rue des Ménétriers, su due case;
- rue Neuve-Saint-Médéric, su cinque case;
- rue de la Vieille-Lanterne - rue Vieille Place-aux-Veaux, su due case;
- sulla Grande-Boucherie della Porte de Paris con uscita su quattro strade;
- rue Pierre-à-Poisson, su cinque posti di vendita di trippa e pesce, addossati al muro del Grand Châtelet;
- Volta del Grand Châtelet rue Saint-Leuffroy, una casa;
- rue de l'Arbre-Sec, su quattordici case;
- rue Saint-Honoré, su 33 case tra cui la Maison du Moulinet situata vicino alla Croix du Trahoir;
- rue Tire-Chappe, su sei case;
- Hôtel-Dieu e 30 sols parisis de rent, per una casa riunita al detto Hostel-Dieu;
- rue du Sablon, nel 1674 un reddito di 14 sols parisis su un fienile situato in questa strada. Nel 1192, il re Filippo Augusto (1165-1223), emanò una carta che confermava la donazione di case in rue du Sablon fatta da Anceline, vedova di Acelin il Cambiatore, a beneficio dell'abbazia di Montmartre[14].
- La signoria di Bercy nel XII secolo, detta Percy (o Perci) in un atto di donazione di Luigi VI il Grasso all'abbazia di Montmartre dove è citata come “Insula Berciliis”. Poi, nel 1172, una nascente signoria, conosciuta come la Grange de Bercix, la menzionò una seconda volta. La parola Bercy appare nel 1415. Nel 1460, le monache con il consenso del Vescovo di Parigi, Mgr Guillaume Chartier, il 22 ottobre 1460, liberarono la terra e la signoria di Barsis-sur-Seine (Bercy sur Seine), e l'hotel e la terra delle Granche aux Merciers (Grange aux Merciers) da tutti i diritti che avevano e potevano avere su detti luoghi, e tutti cedettero e trasferirono al nobile e saggio maestro Jean Bureau, tesoriere di Francia, ora titolare della detta Grange aux Merciers, e i fondi che ricevettero furono usati per ricostruire il campanile di detta chiesa[15].
- La signoria di Bourg-la-Reine data da Luigi VI (1081-1137) in data ottobre 1132[16] alle dame di Montmartre[17], una roccaforte che aveva ottenuto dalle monache dell'Abbazia di Notre-Dame d'Yerres in cambio della terra di Inoilliers sulla parrocchia di Briis-sous-Forges che aveva acquisita dai canonici di Notre-Dame de Paris. La mantenne fino alla Rivoluzione, tranne dal 1710 al 1736 quando le signore di Montmartre furono costrette ad alienare il loro dominio per miseria a favore del Duca del Maine. Questa terra portava anche il nome di "Pre Hilduin" secondo un atto del 1160 di Luigi VII che restituiva alle monache un terreno situato a Pont-la-Reine[17][18].
- Nel 1305, conferma di una carta di Filippo Augusto (1165-1223) relativa alla donazione di case a Parigi e di vigneti a Bagneux, fatta alle monache dell'abbazia di Montmartre, da Anceline, vedova di Ancelin le Channeur[19].
- La terra di Barbery con giustizia e distretto, fatta dalla regina Adelaide di Savoia, venne confermata nel 1154 dal figlio Luigi VII il Giovane[20]. Il Parlamento di Parigi riconobbe all'abbazia il suo diritto di alta giustizia secondo questi elementi con un giudizio del 18 novembre 1272 autorizzando l'abbazia di Montmartre a installare forconi a Barbery dove amministrava tutta la giustizia, anche se in passato non c'erano forconi in quel luogo.
- Sèvres, prima metà del XIII secolo, donazione di sette arpenti e mezzo di vigneto[21].

### Decime
- 1451: sentenza di condanna dell'abate Anceau Langlois, parroco di Montmartre, a rinunciare alla riscossione delle decime che pretendeva di attribuirsi a causa della sua cura.